# فابريزيو غيدي
فابريزيو غيدي (بالإيطالية: Fabrizio Guidi)‏ ولد بتاريخ 13 أبريل 1972 في إيطاليا، هو دراج إيطالي سابق في صنف سباق الدراجات على الطريق.

## سجل النتائج

### سباقات أو مراحل فاز بها
- طواف إسبانيا
- طواف إيطاليا

## روابط خارجية
- فابريزيو غيدي على موقع الاتحاد الدولي للدراجات (الإنجليزية)
- فابريزيو غيدي على موقع أرشيف الدراجات (الإنجليزية)
- فابريزيو غيدي على موقع إحصائيات الدراجات الإحترافية (الإنجليزية)
- فابريزيو غيدي على موقع نسبة الدراجات (الإنجليزية)
- فابريزيو غيدي على موقع CycleBase (الإنجليزية)